# Шпревиц
Шпре́виц или Спре́йцы (нем. Spreewitz; в.-луж. Sprjejcy) — деревня в Верхней Лужице, Германия. Входит в состав коммуны Шпреталь района Баутцен в земле Саксония. Подчиняется административному округу Дрезден.

## География
Находится в южной части района Лужицких озёр среди обширного лесного массива. Через деревню с юга на север проходит автомобильная дорога K 9214. На северо-западе от деревни располагается Индустриальный парк «Шварце-Пумпе». На востоке от деревни река Клайне-Шпрее входит в реку Шпрее.
Соседние населённые пункты: на севере — деревня Дретвя, на юго-востоке — деревня Нове-Место, на юго-западе — деревня Нова-Вес и на северо-западе — деревня Спревины-Дол.

## История
Впервые упоминается в 1419 году под наименованием Sprewitz.
С 1996 года входит в состав современной коммуны Шпреталь.
Численность населения деревни резко возросла в 1939 году во время разработки близлежащих месторождений бурого угля и держалась на этом уровне до 1980-х годов. В настоящее время численность населения возвратилась до уровня конца XIX века.
Деревня входит в состав культурно-территориальной автономии «Лужицкая поселенческая область», на территории которой действуют законодательные акты земель Саксонии и Бранденбурга, содействующие сохранению лужицких языков и культуры лужичан.
Исторические немецкие наименования.
- Sprewitz, 1419
- Sprauwitz, 1595
- Spröwitz, 1732
- Spröwitz, Spreewitz, 1824

## Население
Официальным языком в населённом пункте, помимо немецкого, является также верхнелужицкий язык. В деревне распространён собственный шпрейчанский диалект, относящийся к группе пограничных диалектов лужицких языков.
Согласно статистическому сочинению «Dodawki k statisticy a etnografiji łužickich Serbow» Арношта Муки в 1884 году в деревне проживало 329 человек (из них — 325 серболужичан (99 %)).
Лужицкий демограф Арношт Черник в своём сочинении «Die Entwicklung der sorbischen Bevölkerung» указывает, что в 1956 году при общей численности в 961 человек серболужицкое население деревни составляло 38,8 % (из них верхнелужицким языком владело 308 взрослых и 65 несовершеннолетних).
| 1825 | 1871 | 1885 | 1905 | 1925 | 1939 | 1946 | 1950 | 1964 | 1990 | 2011 |
| ---- | ---- | ---- | ---- | ---- | ---- | ---- | ---- | ---- | ---- | ---- |
| 201  | 303  | 303  | 307  | 352  | 1003 | 951  | 934  | 1029 | 652  | 356  |